# 하와이 파이브-O
하와이 파이브-오 (Hawaii Five-O, 하와이 5-0 수사대)는 미국의 수사 드라마로 1968년부터 1980년까지 미국의 CBS에서 방영된 TV 시리즈이다. 12개의 시즌과 279개의 에피소드가 방영되었고, 인기 있던 드라마중 하나였다. 특히 드라마중 "Book 'em, Danno" (체포해, 대노) 라는 대사는 당시 인기있는 명대사였고 리메이크 작에도 자주 등장하는 대사이다. 2010년에 하와이 파이브-오의 리메이크작이 같은 방송사인 CBS에서 방영을 시작하여 현재 시즌 1이 끝났다.

## 방영
- 미국
  - 시즌 1 (1968년 ~ 1969년)
  - 시즌 2 (1969년 ~ 1970년)
  - 시즌 3 (1970년 ~ 1971년)
  - 시즌 4 (1971년 ~ 1972년)
  - 시즌 5 (1972년 ~ 1973년)
  - 시즌 6 (1973년 ~ 1974년)
  - 시즌 7 (1974년 ~ 1975년)
  - 시즌 8 (1975년 ~ 1976년)
  - 시즌 9 (1976년 ~ 1977년)
  - 시즌 10 (1977년 ~ 1978년)
  - 시즌 11 (1978년 ~ 1979년)
  - 시즌 12 (1979년 ~ 1980년)

## 출연
- 잭 로드 (Jack Lord) - 스티브 맥개럿 소령
- 제임스 매카서 (James McArthur) - 대니 윌리엄스 ("대노")
- 캠 퐁 춘 (Kam Fong Chun) - 친 호 켈리
- 줄루 (Gilbert Julu Kauhi) - 코노 칼라카와

## 개요
하와이 파이브-오는 하와이가 미국의 50번째 주라는 것을 기념하는 뜻에서 지어진 제목이란 설도 있지만 5-O(Five-O)가 미국 속어로 경찰이란 뜻이어서 제목에 붙였다는 설도 있다. 제목의 뒷부분은 숫자 "0"이 아닌 알파벳 "O"로 끝난다 시리즈는 하와이의 특수 수사대를 중심으로 전개되고, 주지사가 임명한 해군 소령 스티브 맥개럿이 수사대를 지휘하고, 대니 윌리엄스, 친 호 켈리, 코노 칼라카와가 이 수사대에 합류한다. 이들은 하와이주 내에서의 특수 범죄들을 주로 해결하는 임무를 맡고, 극 마지막에 스티브 맥개럿은 자신의 적들을 대부분 감옥으로 보내게 된다.

## 리메이크작
1969년 TV 시리즈와 2010년 TV 시리즈의 기본 스토리라인은 비슷하나 다른점은, 원작에서의 "코노 칼라카와"는 줄루 (Gilbert "Zulu" Kauhi)가 연기한 남자 캐릭터였지만, 리메이크 작에서의 "코노 칼라카와"는 그레이스 박 (Grace Park)이 연기한 여자 캐릭터이다.